# Варжен-Гранди-Паулиста
Варжен-Гранди-Паулиста (порт. Vargem Grande Paulista) — муниципалитет в Бразилии, входит в штат Сан-Паулу. Составная часть мезорегиона Агломерация Сан-Паулу. Находится в составе крупной городской агломерации Агломерация Сан-Паулу. Входит в экономико-статистический микрорегион Итапесерика-да-Серра. Население составляет 45 110 человек на 2006 год. Занимает площадь 33,512 км². Плотность населения — 1346,1 чел./км².
Праздник города — 27 ноября.

## История
Город основан 23 декабря 1981 года.

## Статистика
- Валовой внутренний продукт на 2003 составляет 293 329 047,00 реалов (данные: Бразильский институт географии и статистики).
- Валовой внутренний продукт на душу населения на 2003 составляет 7442,82 реалов (данные: Бразильский институт географии и статистики).
- Индекс развития человеческого потенциала на 2000 составляет 0,802 (данные: Программа развития ООН).

## География
Климат местности: субтропический.